# 謝弗鎮區 (明尼蘇達州奇薩戈縣)
謝弗鎮區（英語：Shafer Township）是位於美國明尼蘇達州奇薩戈縣的一個行政鎮區。

## 地方資料
謝弗鎮區的面積為75.80平方千米，當中陸地面積為74.80平方千米，而水域面積為1.00平方千米。根據2020年美國人口普查的數據，當地共有人口1131人，而人口密度為每平方千米14.92人。